# Harare (Malilait)
Harare ist ein osttimoresischer Ort im Suco Malilait (Verwaltungsamt Bobonaro, Gemeinde Bobonaro). Das Dorf liegt im Norden der Aldeia Taimea, auf einer Meereshöhe von 863 m, am Fuß des Berges Harare (894 m). Durch die Siedlung führt die Überlandstraße von Maliana nach Carabau. Östlich schließt sich das Dorf Grotu an. Nach Südwesten gelangt man auf der Straße zum Dorf Taimea. Eine kleinere Straße führt nach Norden nach Atuaben.
Der Friedhof Harare befindet sich beim Dorf.